# Helena Tritek
Helena Tritek (Bahía Blanca, Argentina, 30 de junio de 1941) es una actriz, autora, directora teatral y maestra de actores argentina.
Se formó con Hedy Crilla y Lee Strasberg. Actuó en teatro y cine antes de dedicarse de lleno a la dirección y enseñanza.
Dirigió Las pequeñas patriotas con Norma Aleandro, El precio de Arthur Miller, Kavafis, Las corpiñeras.
Recibió el Premio Konex - Diploma al Mérito en 2011.
En 2023 recibió el Premio Shakespeare otorgado por la Fundación Romeo y la Embajada Británica en Argentina.